# Galetta
Galetta is een monotypisch geslacht van hydroïdpoliepen uit de familie van de Diphyidae. 

## Soort
- Galetta australis Lesueur, 1807